# Pokój oliwski

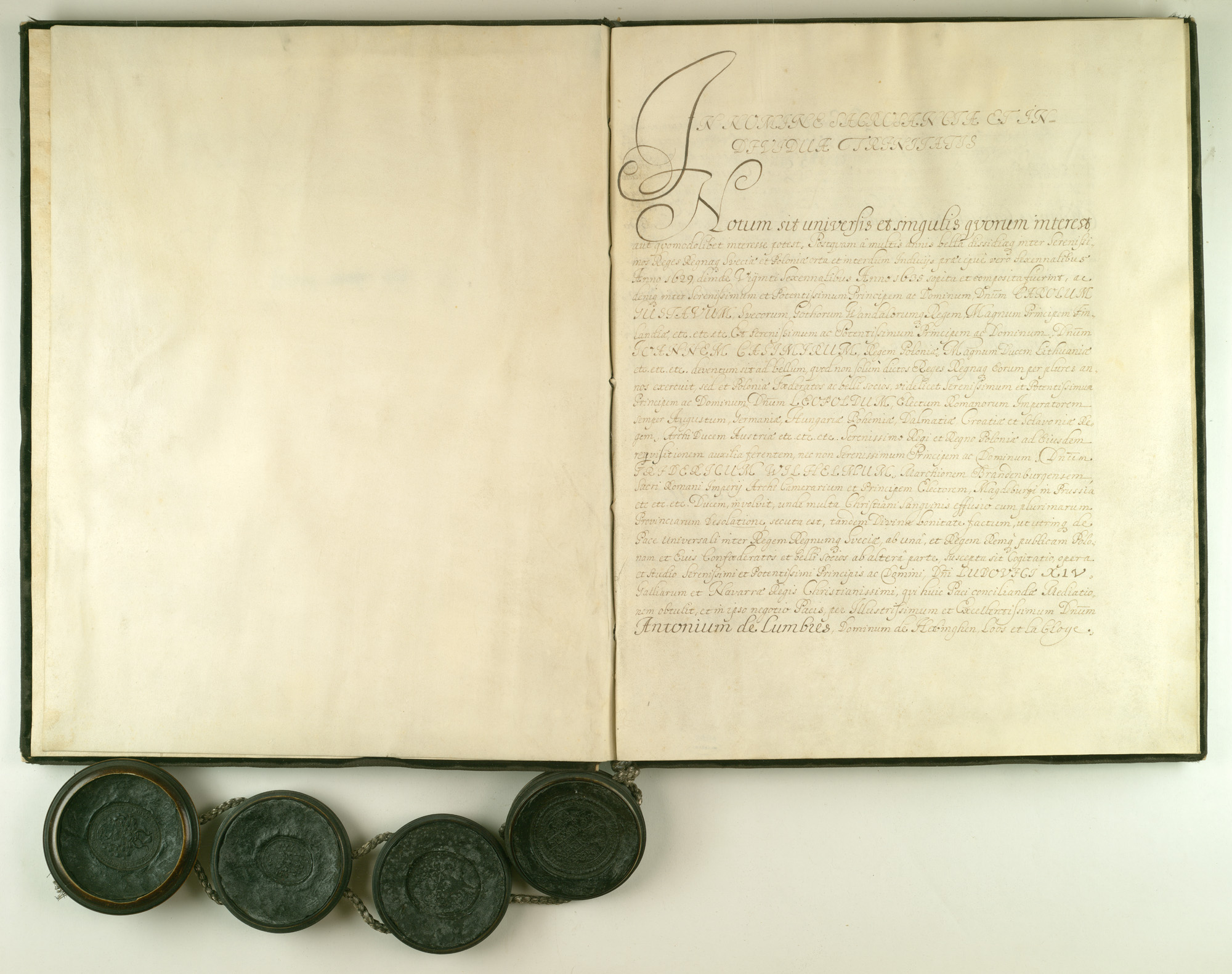
Komisarze szwedzcy zawierają pokój z królem polskim Janem II Kazimierzem Wazą, cesarzem Leopoldem I Habsburgiem i księciem Prus Fryderykiem Wilhelmem I Hohenzollernem

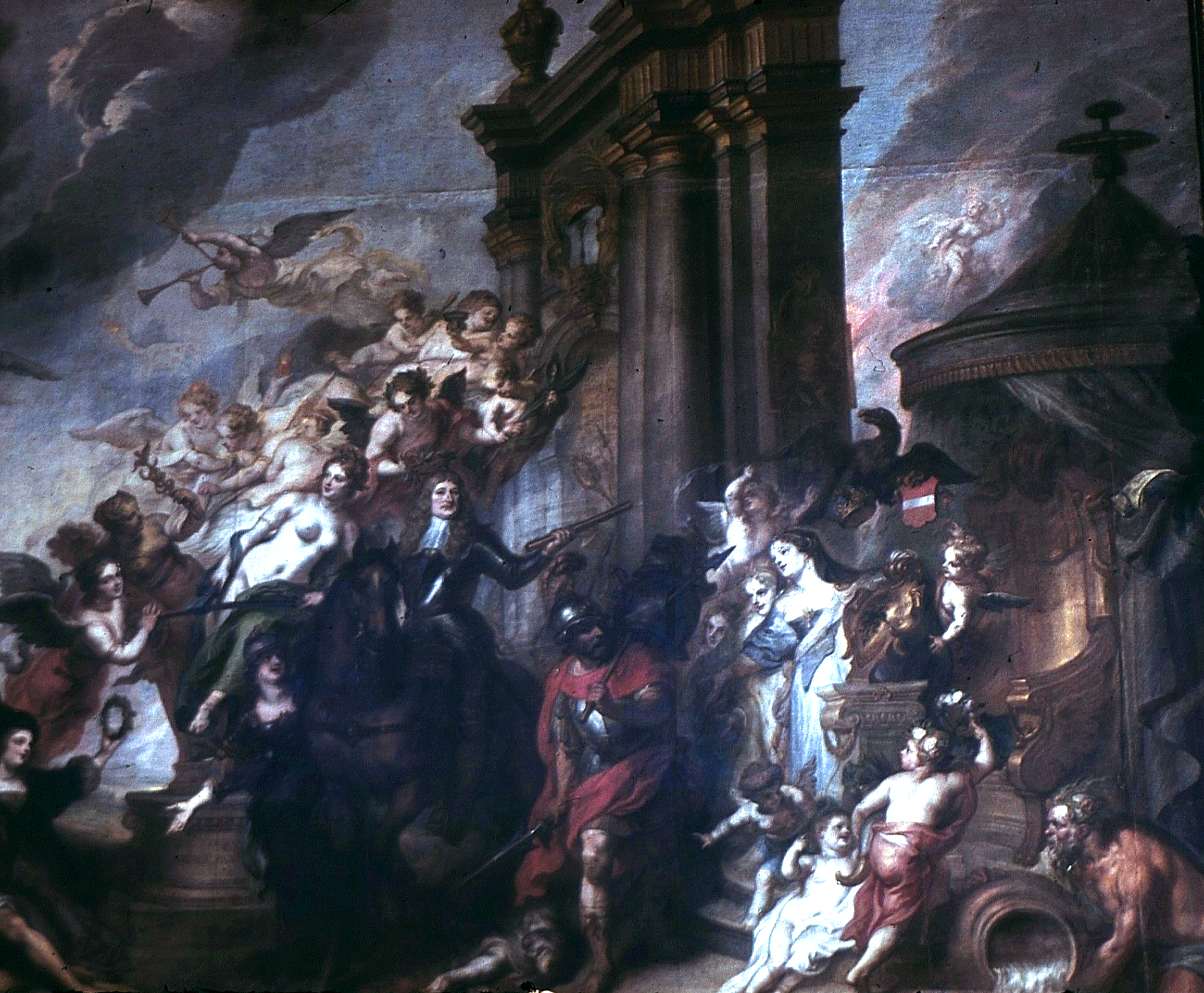
Alegoria pokoju oliwskiego

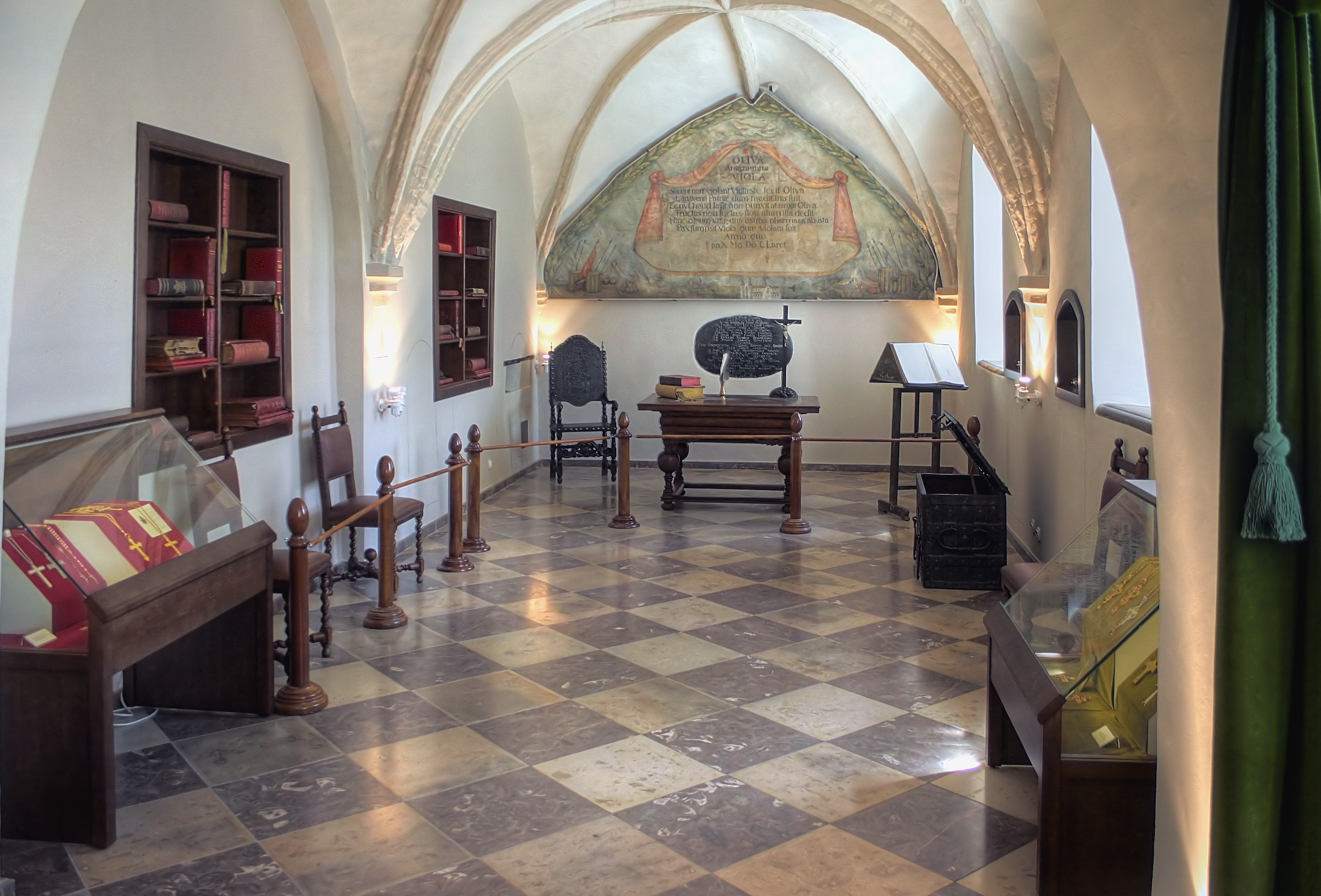
Sala w Opactwie Cystersów w Oliwie, w której traktat został podpisany

Pokój oliwski – traktat pokojowy pomiędzy Szwecją a Rzeczpospolitą podpisany 3 maja 1660 w Oliwie kończący potop szwedzki. Zawarty został na terenie Opactwa Cystersów w Oliwie.

## Historia
Traktat zawarty po negocjacjach, które ze strony polskiej prowadził wojewoda poznański Jan Leszczyński. Szwecję reprezentowali kanclerz Bengt Gabrielsson Oxenstierna i Magnus Gabriel De la Gardie. Na łagodnym stylu negocjacji zaważył wpływ, jaki na Polaków miała przychylna Szwedom dyplomacja francuska.
Pokój w Oliwie nie wprowadzał istotnych zmian granicznych w stosunku do linii rozejmowej sprzed walk:
- Polska zrezygnowała z większej części Inflant wraz z Rygą zachowując tylko ich część (Łatgalię – południowo-wschodnią część Inflant) w tym czasie, aż do zawarcia rozejmu w Andruszowie 1667, będącą w rękach moskiewskich.
- Polska uznała suwerenność Prus Książęcych potwierdzając traktaty welawsko-bydgoskie z 1657 r.
- Król Jan II Kazimierz Waza zrzekł się pretensji do tronu szwedzkiego w imieniu swoim i swych następców. Zachował jednak dożywotnio tytuł króla Szwecji.
- Szwecja zobowiązała się dotrzymywać wolności handlu na Bałtyku.
- Szwecja zobowiązała się zwrócić zrabowane archiwa i biblioteki (czego później dopełniła jedynie w znikomym stopniu[1]).
- Rzeczpospolita miała zapewnić protestantom w Prusach Królewskich wolność religijną[2], co z czasem Brandenburgia wykorzystała do ingerowania w sprawy wewnętrzne Rzeczypospolitej. Szwecja zobowiązywała się do zagwarantowania nieograniczonej wolności dla katolików w swej części Inflant[3].

Ze strony polskiej pokój podpisał podkanclerzy koronny Mikołaj Jan Prażmowski.
Traktat został ratyfikowany przez Sejm w 1661.
W tym samym czasie Szwecja walczyła z Rosją w Inflantach (w czasie prac nad pokojem oliwskim jedynie formalnie, gdyż obowiązywał podpisany w 1658 r. rozejm w Waliesar) oraz z Królestwem Danii i Norwegii na terenie Norwegii i na Bornholmie. Pierwszą wojnę zakończył pokój w Kardis; drugą – pokój w Kopenhadze.
Rzeczpospolita w tym czasie prowadziła jeszcze wojnę z Rosją i przygotowywała się do przeprowadzenia kampanii przeciwko wojskom rosyjskim Iwana Chowańskiego (bitwa pod Połonką) na terenie Wielkiego Księstwa Litewskiego oraz Wasyla Szeremietiewa (bitwa pod Cudnowem) i Jerzego Chmielnickiego (bitwa pod Słobodyszczami) na Ukrainie.